# Pouliacq
Pouliacq é uma comuna francesa na região administrativa da Nova Aquitânia, no departamento dos Pirenéus Atlânticos. Estende-se por uma área de 3,45 km². Em 2010 a comuna tinha 55 habitantes (densidade: 15,9 hab./km²).